# Kurtamix
Kurtamix - Куртамыш (rus) - és una ciutat de l'óblast de Kurgan, a Rússia. Es troba al vessant est dels Urals, 88 km al sud-oest de Kurgan, la capital de la província. El 2018 tenia 16.579 habitants.